# Sveti Juraj

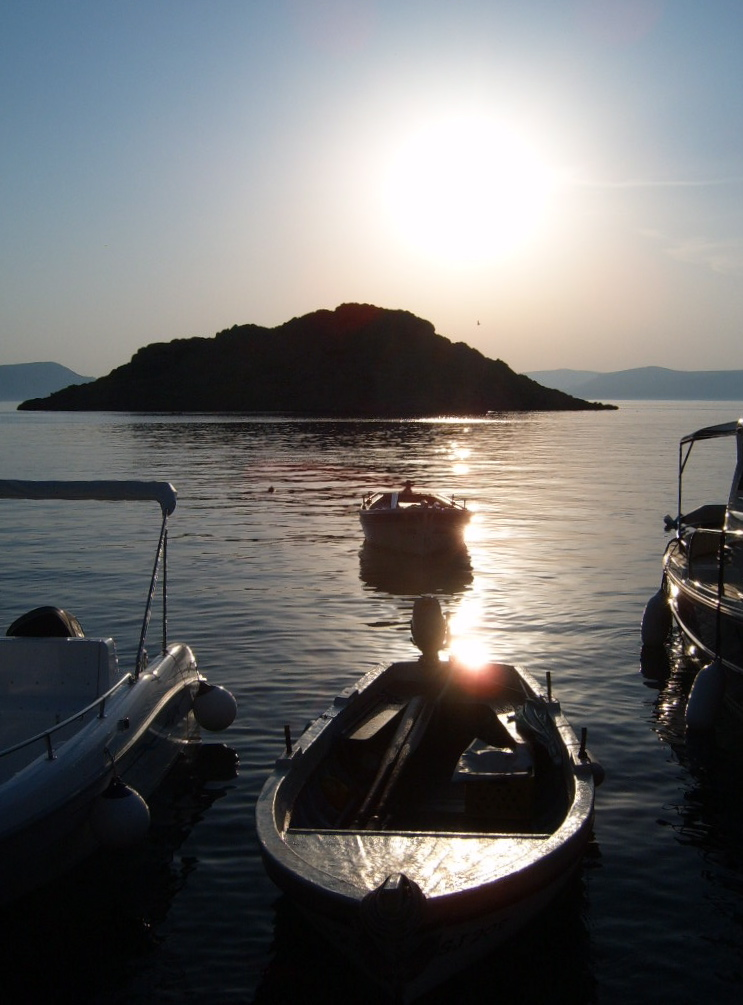
Am Hafen von Sveti Juraj

Sveti Juraj (auch Jurjevo, deutsch übersetzt St. Georg) ist ein Fischerdorf an der kroatischen Küste, zehn Kilometer südlich von Senj, mit 961 Einwohnern. Es liegt an der kroatischen Küstenstraße Jadranska magistrala am Fuße des Velebit-Gebirges. Der Gebirgspass Oltar (1002 m) führt von Sveti Juraj über das Velebit-Massiv.
Der Ort lebt hauptsächlich vom Tourismus und Fischfang. Außerdem gibt es eine Holzfabrik.
Die Bucht von Sveti Juraj bietet einen geschützten Ankerplatz für kleinere Schiffe. Dem Hafen vorgelagert liegt eine Felseninsel im Velebitkanal.
Sveti Juraj ist bekannt für seine Trinkwasserquellen in der Umgebung.
Der kleine Hafen beherbergt Fischerboote, die hauptsächlich zum Scampi-Fischen aufs Meer fahren. Sveti Juraj entwickelte sich an der Stelle, wo  am leichtesten das Velebit-Massiv  über den Gebirgspass Oltari (1002 m) überquert werden kann und wo reichlich Wasser vorhanden ist. Der große Strand endet an der Südseite mit einer seichten Bucht, die  vor Süd- und teilweise vor Westwind geschützt ist, die aber dem über den Oltar-Gebirgspass hereinfallenden Bora-Sturmwind nichts entgegenzusetzen hat. An der Küste um Sveti Juraj liegen mehrere Buchten mit Stränden (Kiesel). In der kleinen Kolo-Bucht südlich von Sveti Juraj liegt ein  geschützter Ankerplatz für kleinere Schiffe.

## Geschichte
Oberhalb des Ortes liegen die Überreste der prähistorischen Siedlung Lopsice, während der römischen Zeit stand hier das Municipio Lopsica.
Die Siedlung und die vorgelagerte Insel Lisac wurden mit einer künstlichen Brücke aus Stein und Sand verbunden. Mit der Zeit versanken Teile der Stadt im Meer. Heute findet man im Meer Überreste der alten Siedlung.
Im 12. Jahrhundert wurde das Benediktinerkloster „Sveti Juraj“ gegründet. Im 14. Jahrhundert wurde die gotische Kirche „Heiligen Filip und Jakob“ beim Benediktinerkloster erbaut. Die gotische Architektur zählt zu den schönsten im Velebitgebiet. Zu Beginn des 15. Jahrhunderts begannen die Türkenangriffe gegen die Stadt. Im 16. Jahrhundert wurde Lopsice, wegen der dauernden Türkenangriffe, aufgegeben und die Bewohner zogen aus.
Mitte des 18. Jahrhunderts wurde der Ort wieder aufgebaut und erhielt einen Handelshafen. 1856 wurde die Kirche Sv. Juraj erbaut.
Mitte 19. Jahrhundert wurde das Kloster aufgegeben.

## Sehenswürdigkeiten
- Insel Lisac
- die alte Hl. Georg-Kirche
- die neue Hl. Georg-Kirche